# Њезбудска Лучка
Њезбудска Лучка (слч. Nezbudská Lúčka) насељено је мјесто са административним статусом сеоске општине (слч. obec) у округу Жилина, у Жилинском крају, Словачка Република.

## Становништво
| Година:    | 1994. | 2004.   | 2014.   | 2024.   |
| ---------- | ----- | ------- | ------- | ------- |
| Број људи: | 397   | 382     | 411     | 399     |
| Разлика:   |       | -3,77 % | +7,59 % | -2,91 % |

| Година:    | 2023. | 2024.   |
| ---------- | ----- | ------- |
| Број људи: | 392   | 399     |
| Разлика:   |       | +1,78 % |

Према подацима о броју становника из 2024. године насеље је имало 399 становника.